# Thule (isbrytare)
Thule var en svensk isbrytare som byggdes på Örlogsvarvet i Karlskrona (idag Karlskronavarvet) år 1951–1953. Fartyget byggdes för att utöka den svenska isbrytningskapaciteten, främst i grunda farvatten då Thule hade ett mindre djupgående än de övriga isbrytarna. Thule tjänstgjorde i 35 år tills hon år 1988 såldes. År 1994 skrotades fartyget i Indien.

## Beslut
I början av 1940-talet blev det allt mer klart att man behövde ytterligare en isbrytare med lägre djupgående än de då existerande, Atle och Ymer, för att kunna operera i Öresund där de båda andra hade svårt att gå. Efter stora problem med att välja maskintyp beslöt regeringen 1948 att beställa en dieselelektrisk isbrytare hos Karlskronas örlogsvarv. En bidragande orsak till anskaffningen var det ökade behovet av isbrytare efter det att handelsfarten kommit igång igen efter kriget.

## Utformning

### Teknisk utrustning

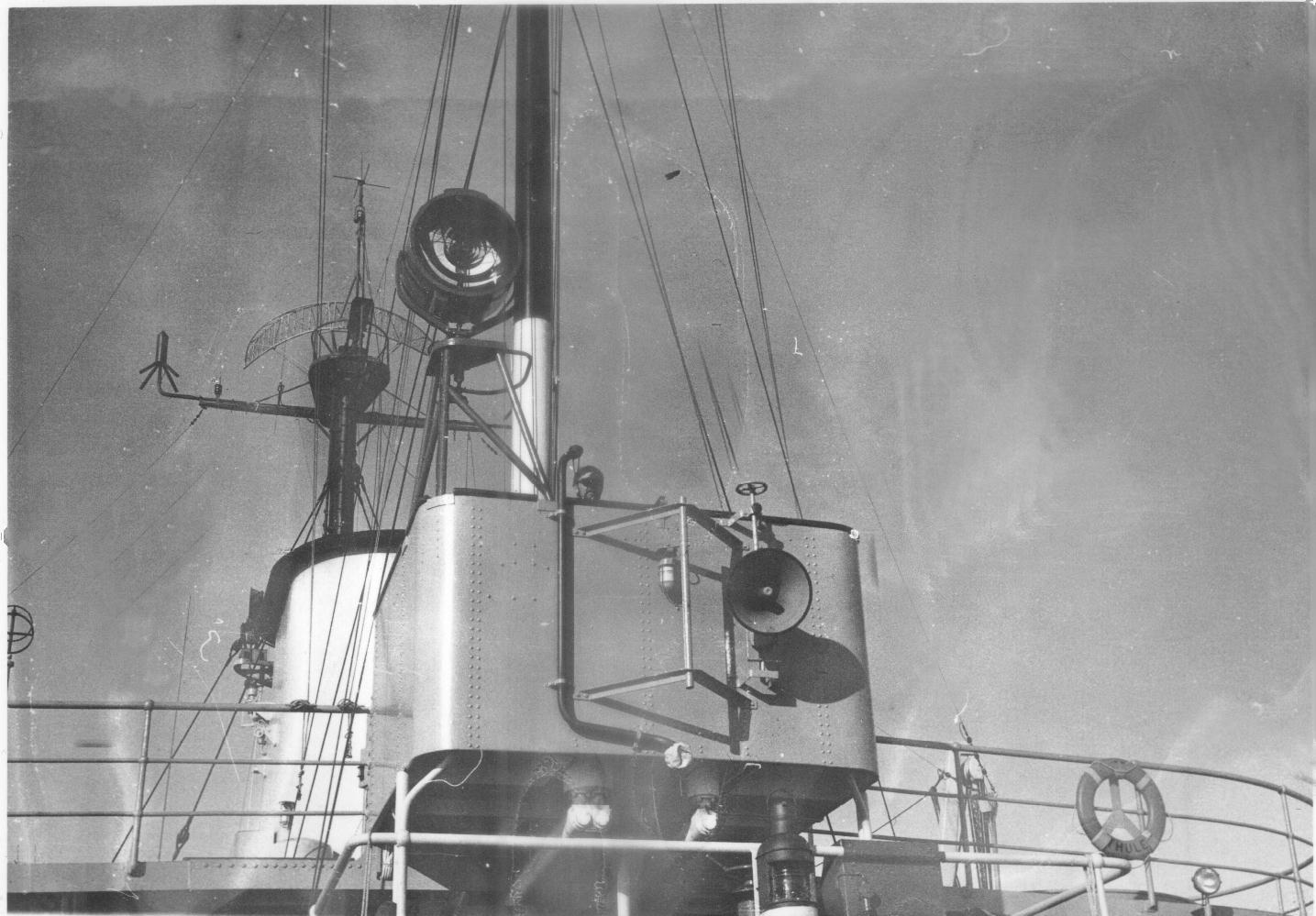
Thules aktra brygga, som användes under bogseruppdrag, var helt öppen och krävde varm klädsel.

Thule hade en förlig och två akterliga propellrar. Maskineriet utgjordes av tre stycken 2-takts 8-cylindriga Nohab/Polar dieslar på vardera 1,25 MW (1 680 ehk), vilka drev tre direktkopplade likströmsgeneratorer på 1,45 MW (maxeffekt vid 630 V). Dessa drev var sin propellermotor på 1,36 MW. Dessutom fanns ett hjälpmaskineri av tre 2-cylindriga Nohab/Polar 2-taktsdieslar på 260 kW, som drev tre likströmsgeneratorer på 225 och 230 V. Dessa användes för att producera elektricitet för huvudgeneratorernas magnetlindningar, och för fartygets interna behov. Thule hade tre kanonbrunnar avsedda för 40 mm automatkanoner, men några sådana medfördes normalt inte. Vidare fanns ett elektroniskt minskyddssystem. Thule var som ett av de tidigaste fartygen från början försedd med radar, en 30kw S-band radar med 16" CRT-bildrör.

### Inredning
Förläggningen var enligt modern standard tämligen spartansk; endast fartygschefen hade separat sovhytt och bad, övriga officerare hade enpersonshytter med gemensamma toalett- och tvättrum. Den meniga besättningen sov i 2–3-personershytter. Kommandobryggan var inbyggd, men med öppna vinghus på sidorna. Den aktra bryggan, som användes under bogseruppdrag, var helt öppen.

## Verksamhet

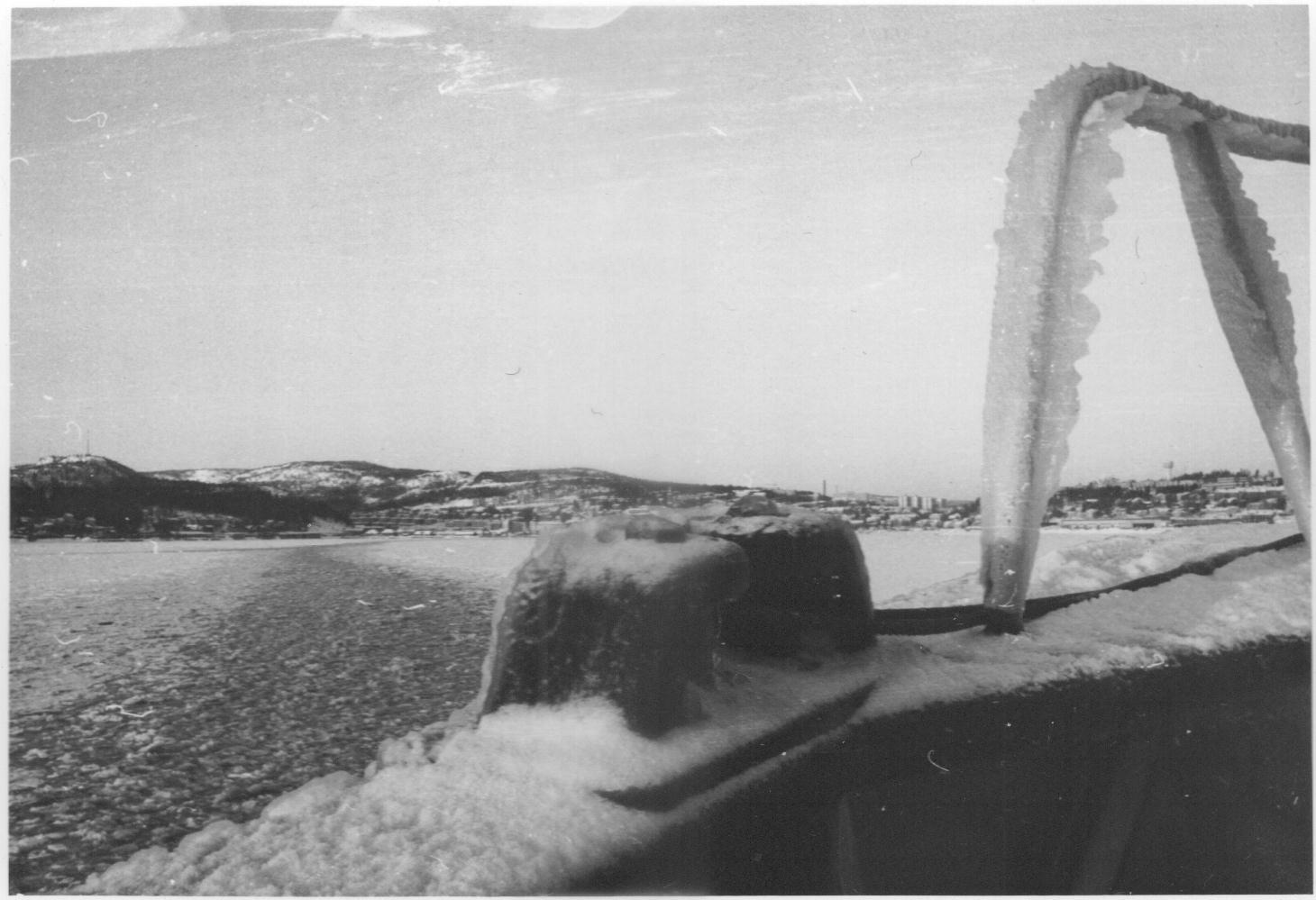
Isglitter i förpulten på Thule under gång uppför Ångermanälven.

Thule blev mycket anlitad på grund av sitt ringa djupgående, och tjänstgjorde inte bara i Öresund, utan också i Mälaren och i grunda havsvikar ända uppe i Bottenviken. Det var vanligt att Thule gick ut först av isbrytarna då den nordligaste hamnen av alla, Karlsborgsverken, var för grund för de andra. I början på 1970-talet gjorde storleksökningen på handelsfartygen att Thule, som redan från början varit ett litet fartyg, fick svårt att utföra de allra tyngsta uppdragen, och man beslutade att hon inte längre skulle användas i Bottenviken, utan framför allt i Öresund, som avsikten var från början.
Thule kom att spela en viktig roll i samband med grundstötningen av ubåt U 137 i Karlskrona skärgård på hösten 1981. På grund av sin storlek användes fartyget till att spärra inloppet till Gåsefjärden, och var också stabsfartyg för flottans operativa ledning på platsen under kommendör Roderick Klintebo. Efter lossdragning av ubåten hade Thule beredskap för att, tillsammans med bogserbåtar i området, trycka upp ubåten på grund om den försökte ta sig ur den svenska inringningen.

## Utrangering
Då med åren Thule inte bara blev för liten för de svåraste uppdragen, utan också allt mer sliten, såldes hon 1988. Efter varierande öden, då hon bland annat tjänstgjorde som förläggningsfartyg för problemungdomar och som finsk isbrytande färja, såldes fartyget slutligen för upphuggning år 1994 och avgick för egen maskin till Alang i Indien, där hon höggs upp.